# Karoline Auguste von Bayern

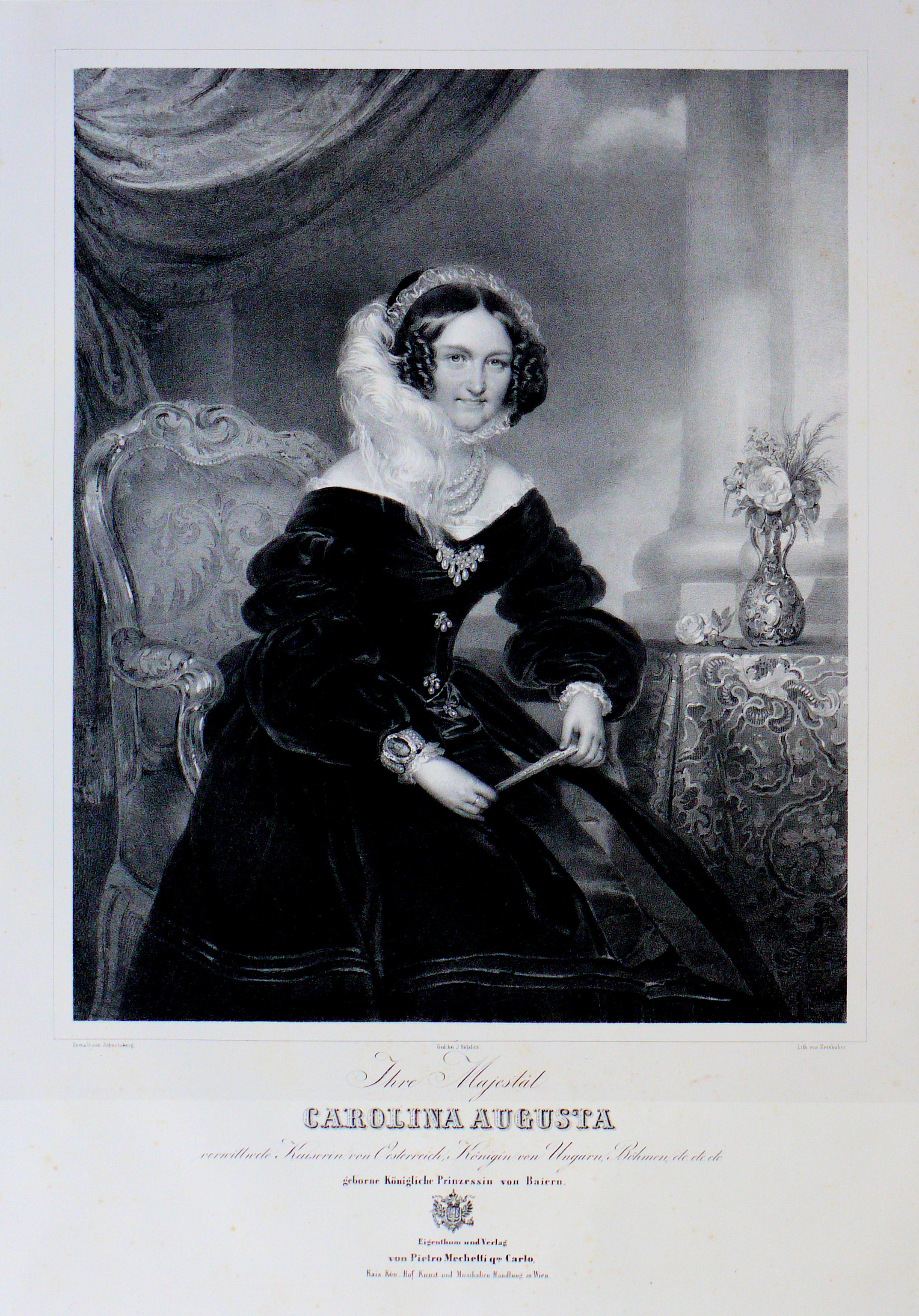
Carolina Augusta, Kaiserin von Österreich, Lithographie von Josef Kriehuber nach einem Gemälde von Franz Schrotzberg

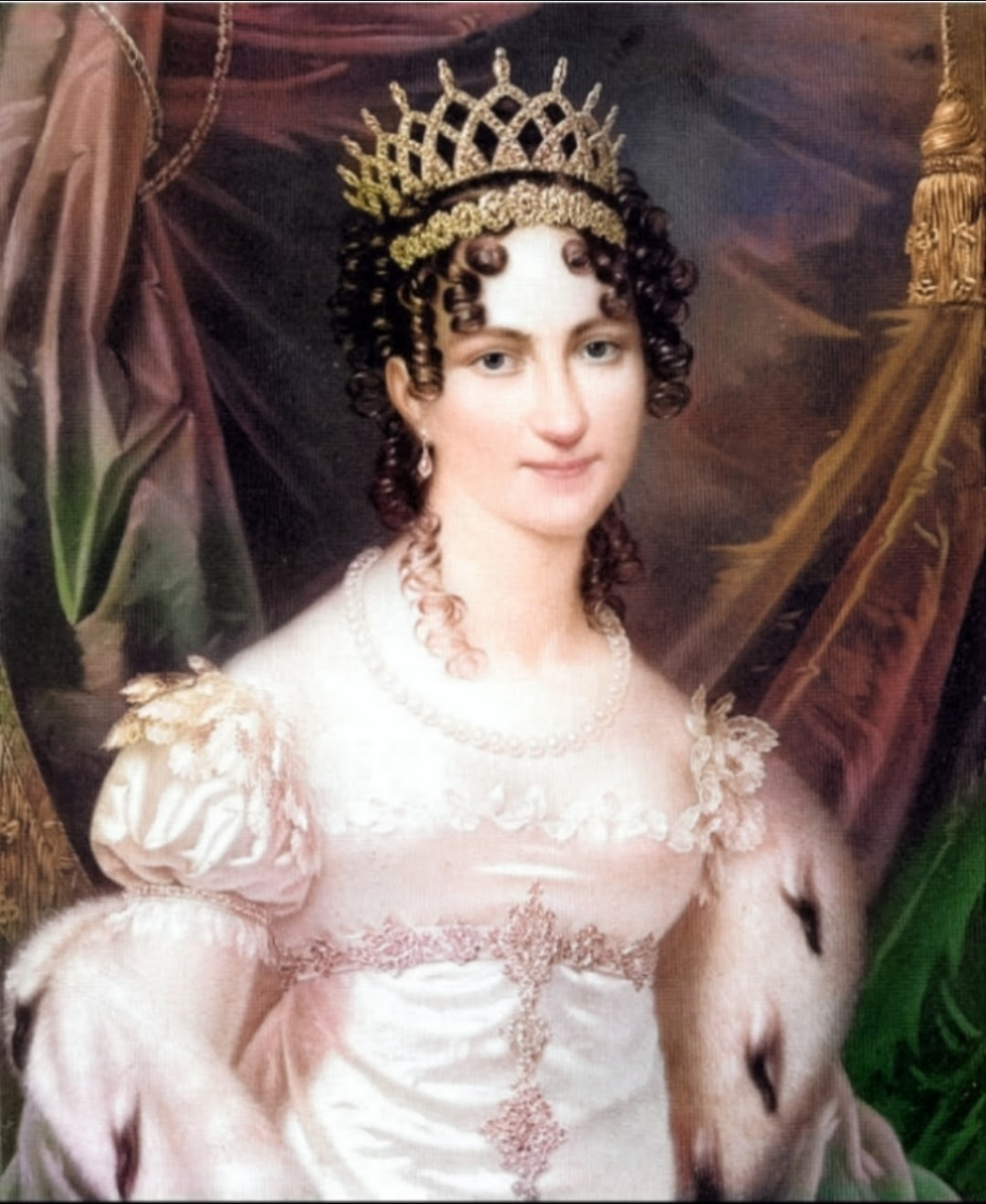
Prinzessin Karoline Charlotte Auguste von Bayern

Karoline Charlotte Auguste von Bayern (* 8. Februar 1792 in Mannheim; † 9. Februar 1873 in Wien) war die Tochter von König Maximilian I. Joseph von Bayern und seiner Gattin Auguste Wilhelmine von Hessen-Darmstadt und durch ihre beiden Eheschließungen erst Kronprinzessin von Württemberg und schließlich Kaiserin von Österreich.

## Erste Eheschließung
Prinzessin Karoline Charlotte Auguste (auch Carolina Auguste genannt) heiratete am 8. Juni 1808, nach evangelischem und katholischem Ritus, in der Grünen Galerie der Münchner Residenz den Kronprinzen Wilhelm von Württemberg. Für diesen war die Ehe aber nur eine Schutzheirat. Er wollte dadurch verhindern, eine politische Ehe mit einer Frau von Napoleons Gnaden eingehen zu müssen. Während der gesamten Zeremonie verhielt sich Wilhelm eiskalt und hatte eine gleichgültige Miene aufgesetzt. Hinterher war das erste, was er in französischer Sprache zu seiner Gattin sagte: Wir sind Opfer der Politik.
Zur Hochzeit fand im Cuvilliés-Theater die Oper Adelasia ed Aleramo des bayerischen Komponisten Johann Simon Mayr statt.
Bei der Abreise aus München lehnte er es ab, in der Kutsche seiner Frau Platz zu nehmen. In Stuttgart ging er seine eigenen Wege und vermied die Nähe seiner Gattin. Die Ehe wurde nie vollzogen und Charlotte Auguste in einem Flügel des königlichen Stuttgarter Schlosses untergebracht, der so weit wie nur möglich von den Gemächern Wilhelms entfernt gelegen war, sodass er sie möglichst nicht traf. Die beiden sahen einander nur bei Tisch, wo er mit seiner Gattin nur das Allernötigste sprach, sie ungalant und manchmal sogar verletzend behandelte. Die junge Ehefrau fand Trost bei ihrer Obersthofmeisterin, Freifrau Camilla Andlau, und ihrem Beichtvater, Sebastian Franz Job, und auch in den Briefen ihres Lieblingsbruders Ludwig, dem sie völlig vertraute. Sie vertrieb sich ihre Zeit mit dem Auffrischen ihrer Italienischkenntnisse, lernte Englisch, machte Spaziergänge, las (vorzugsweise Goethe) und malte, was eine ihrer Lieblingsbeschäftigungen war.
Nach der Entmachtung Napoleons wurde diese erste Ehe im August 1814 wieder geschieden. Das vom württembergischen König eingesetzte evangelische Konsistorium erklärte die Ehe am 31. August 1814 für ungültig. Karoline Auguste wurde finanziell großzügig abgefunden und zog zu ihrer Tante Maria Amalie, die in Neuburg an der Donau wohnte, von der sie liebevoll aufgenommen wurde. Um wieder frei und ungebunden zu sein für eine etwaige neue Ehe, musste allerdings auch die katholische Kirche die Verbindung annullieren, was nach einer langwierigen Prozedur auch geschah. Papst Pius VII. entband sie am 12. Jänner 1816 von ihrem Ehegelöbnis.

## Zweite Eheschließung

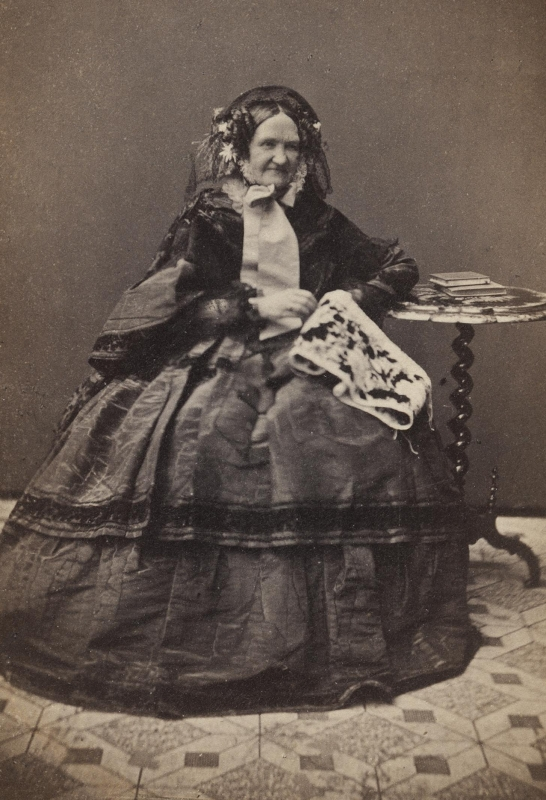
Carolina Augusta, Kaiserin von Österreich. Fotografie

Ihr Bruder, Kronprinz Ludwig von Bayern, versuchte hinter dem Rücken des Vaters eine Wiederverheiratung Karoline Augustes einzufädeln. Diesbezügliche Gespräche führte er mit dem verwitweten Bruder des Kaisers Franz I. von Österreich, mit Großherzog Ferdinand III. der Toskana. Die junge Frau wusste von diesen Plänen, und Kaiser Franz wurde von seinem Bruder darüber informiert. Fürst Metternich hatte jedoch andere Pläne, und so bewarben sich schließlich die zwei Brüder um die Hand derselben Frau, wobei der Vater der Umschwärmten nur von des Kaisers Interesse in Kenntnis gesetzt worden war, wurde ihm doch seitens Ludwig die eigenmächtige Weichenstellung zur Verheiratung verheimlicht. Nun musste sich Karoline Auguste für einen der beiden entscheiden, wobei sie sich schließlich aus staatspolitischen Überlegungen, die ihr von Metternich und Montgelas nahegelegt wurden, für Franz entschied. Ferdinand hatte inzwischen mehr oder minder freiwillig seine Bewerbung um ihre Hand zurückgezogen, was ihr die Entscheidung erleichterte. Am 29. Oktober 1816 fand die Trauung per procurationem in der Münchner Hofkapelle statt. Der Bräutigam wurde durch ihren Bruder Ludwig vertreten.
Nach ihrer Reise über Altötting nach Braunau, wo die Übergabe erfolgte, weiter über Ried, Enns und St. Pölten erreichte sie am 9. November 1816 Schönbrunn, wo sie von ihrem Gatten und der gesamten Familie willkommen geheißen wurde.
Am 10. November 1816 heiratete sie in der Pfarrkirche des Kaiserhofes den bereits dreimal verwitweten Kaiser Franz I. von Österreich, dessen erste Frau übrigens die Tante ihres ersten Ehemannes Wilhelm von Württemberg war, und wurde somit Kaiserin. Dabei änderte sie die Reihenfolge ihrer Vornamen in Karoline Auguste, um sich bewusst von der württembergischen Zeit abzugrenzen. Es kam zu keinen großen Festveranstaltungen nach der Hochzeit, wie zuvor in München, da sich der Kaiser wie immer in Sparsamkeit übte.
Am 25. September 1825 wurde sie in St. Martinsdom zu Preßburg zur Königin von Ungarn gekrönt. Aus diesem Anlass stiftete das Herrscherhaus (Schenkungsurkunde vom 13. Dezember 1825) der Stadt Preßburg eine Pontonbrücke (Schiffbrücke), welche die Stadt mit dem rechten Donauufer verband und den Namen „Karolinen-Brücke“ erhielt.
Kinderlos und in der Politik keine Rolle spielend, widmete sie sich karitativen Tätigkeiten. Durch ihre Bemühungen wurden mehrere Kinderbewahranstalten errichtet, Krankenhäuser, sowie Wohnungen für Arbeiter (Carolinum in Wien V., Arbeitergasse).

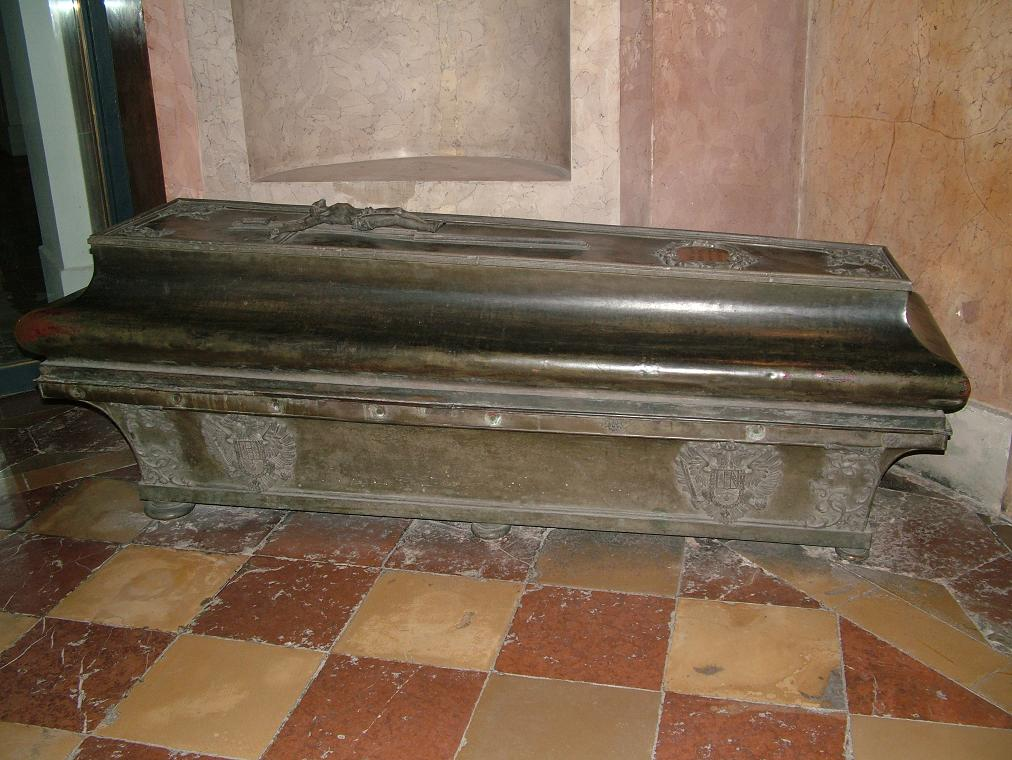
Grab der Kaiserin Karoline Auguste in der Kapuzinergruft

Sie lebte nach dem Tod ihres Mannes (1835) in Salzburg, um ihrer Halbschwester Sophie von Bayern, die 1824 Erzherzog Franz Karl geheiratet hatte, nicht in die Quere zu kommen. Franz Karl wäre im Revolutionsjahr 1848 nach der Resignation Ferdinands I., den Regeln der Dynastie entsprechend, automatisch Kaiser geworden, verzichtete aber auf Anraten Sophies aus staatspolitischen Gründen zugunsten des damals 18-jährigen Sohnes, Franz Joseph I., der nun die Zukunft der Dynastie verkörpern sollte.
Anfänglich verstanden sich die beiden gut, doch später kam es immer wieder zu Reibereien. Karolina Augusta hatte jedoch ein gutes Verhältnis zu Sophies Kindern, darunter auch Franz Joseph. Sie war eines der wenigen Mitglieder des Erzhauses, mit dem sich auch Kaiserin Elisabeth freundschaftlich verstand.

## Tod
Hochbetagt starb die allseits beliebte Kaiserinwitwe einen Tag nach ihrem 81. Geburtstag. Da ein neues Verfahren der Leichenkonservierung mittels Formaldehyd die bisher übliche Exenteration der Leichen unnötig machte, verbat sich Kaiserin Karoline Auguste eine „Getrennte Bestattung“ und wurde in der Kapuzinergruft in Wien beigesetzt. Ihr Metallsarkophag steht dort neben dem ihres Gemahls und denen seiner ersten drei Gemahlinnen.
Über ihren Tod berichtete die Preßburger Zeitung in der Rubrik „Tagesneuigkeiten“ folgendes:

„Die vierte Gemahlin weiland Kaiser Franz I., Kaiserin Karolina Augusta, ist am 9. d. Mittags 12 Uhr in Wien verschieden. Unmittelbar nach dem Eintreten des Todes wurden sämmtliche kais. Prinzen, sowie die Hofchargen und offiziellen Persönlichkeiten von dem Hinscheiden verständigt. Die Verblichene wurde am 8. Juni 1808 mit Wilhelm Friedrich Karl damaligen Kronprinzen, späteren König von Württemberg, vermählt, doch im Jahre 1814 von ihm geschieden, und mit Kaiser Franz I. von Österreich durch Prokuration am 29. Oktober und persönlich am 10. November 1816 vermählt. Am 25. September [1825] wurde die Kaiserin Karolina Augusta als Königin von Ungarn gekrönt. Am 2. März 1835 starb Kaiser Franz, dessen vierte Gemahlin die Verewigte war. Das gestern in Folge des Ablebens der Kaiserin-Witwe Karolina Augusta erschienene Extrablatt der „W. Ztg.“ enthält eine Verordnung, nach welcher die Hoftrauer 3 Monate zu dauern hat. Die Hoftheater blieben geschlossen. Wegen dieses Trauerfalles unterblieb gestern die Soirée beim Grafen Andrássy. Aus demselben Grunde fand die für heute anberaumte Audienz Malcolm Chaos bei Sr. Majestät nicht statt.“

## Persönlichkeit und Aussehen
Zeitgenossen beschrieben sie als bescheiden, vornehm, sympathisch, klug und religiös.

Im Alter von zwei Jahren erkrankte sie an den Blattern, was hässliche, entstellende Narben hinterließ. Beim ersten Zusammentreffen mit ihrem ersten Gemahl teilte sie ihm ihre Besorgnis hinsichtlich ihres unansehnlichen Äußeren mit. Wilhelm meinte, dass dies für ihn nicht von Belang sei, wobei die Realität dann allerdings anders aussah.

## Ehrungen
Im Jahr 1844 wurde in Wien-Wieden (4. Bezirk) die Karolinengasse nach ihr benannt. In Salzburg trägt die Karolinenbrücke und die Karolinenhöhe auf dem Mönchsberg diesen Namen und vor 2007 zudem das Salzburg Museum Carolino Augusteum. In Rosenheim ist das Karolinen-Gymnasium nach ihr benannt, in Stuttgart der Charlottenplatz und die Charlottenstraße, die zu ihrer Lebenszeit angelegt wurde, in Heilbronn wurde 1905 die Charlottenstraße nach ihr benannt. In Prag trägt das Stadtviertel Karlín (deutsch: Karolinenthal) ihren Namen. Auch die Charlottenzimmer der Münchner Residenz sind noch nach ihr benannt.
Im westböhmischen Marienbad ist eine der Heilquellen nach der Kaiserin benannt. Die Quelle trägt seit 1819 den Namen Karolinenquelle (Karolinin pramen).
Außerdem ist nach ihr die Pflanzengattung Augusta Pohl aus der Familie der Rötegewächse (Rubiaceae) benannt.

## Vorfahren
|  |                                                                |  |  |  |  |  |  |  |  |  |  |  |  |
|  | Christian III. von Pfalz-Zweibrücken (1674–1735)               |  |  |  |  |  |  |  |  |  |  |  |  |
|  |                                                                |  |  |  |  |  |  |  |  |  |  |  |  |
|  |                                                                |  |  |  |  |  |  |  |  |  |  |  |  |
|  | Friedrich Michael von Pfalz-Birkenfeld-Bischweiler (1724–1767) |  |  |  |  |  |  |  |  |  |  |  |  |
|  |                                                                |  |  |  |  |  |  |  |  |  |  |  |  |
|  |                                                                |  |  |  |  |  |  |  |  |  |  |  |  |
|  | Karoline von Nassau-Saarbrücken (1704–1774)                    |  |  |  |  |  |  |  |  |  |  |  |  |
|  |                                                                |  |  |  |  |  |  |  |  |  |  |  |  |
|  |                                                                |  |  |  |  |  |  |  |  |  |  |  |  |
|  | Maximilian I. Joseph König von Bayern (1756–1825)              |  |  |  |  |  |  |  |  |  |  |  |  |
|  |                                                                |  |  |  |  |  |  |  |  |  |  |  |  |
|  |                                                                |  |  |  |  |  |  |  |  |  |  |  |  |
|  | Joseph Karl von Pfalz-Sulzbach (1694–1729)                     |  |  |  |  |  |  |  |  |  |  |  |  |
|  |                                                                |  |  |  |  |  |  |  |  |  |  |  |  |
|  |                                                                |  |  |  |  |  |  |  |  |  |  |  |  |
|  | Maria Franziska von Pfalz-Sulzbach (1724–1794)                 |  |  |  |  |  |  |  |  |  |  |  |  |
|  |                                                                |  |  |  |  |  |  |  |  |  |  |  |  |
|  |                                                                |  |  |  |  |  |  |  |  |  |  |  |  |
|  | Elisabeth Auguste Sofie von der Pfalz (1693–1728)              |  |  |  |  |  |  |  |  |  |  |  |  |
|  |                                                                |  |  |  |  |  |  |  |  |  |  |  |  |
|  |                                                                |  |  |  |  |  |  |  |  |  |  |  |  |
|  | Karoline Auguste von Bayern                                    |  |  |  |  |  |  |  |  |  |  |  |  |
|  |                                                                |  |  |  |  |  |  |  |  |  |  |  |  |
|  |                                                                |  |  |  |  |  |  |  |  |  |  |  |  |
|  | Ludwig VIII. Landgraf von Hessen-Darmstadt (1691–1768)         |  |  |  |  |  |  |  |  |  |  |  |  |
|  |                                                                |  |  |  |  |  |  |  |  |  |  |  |  |
|  |                                                                |  |  |  |  |  |  |  |  |  |  |  |  |
|  | Georg Wilhelm von Hessen-Darmstadt (1722–1782)                 |  |  |  |  |  |  |  |  |  |  |  |  |
|  |                                                                |  |  |  |  |  |  |  |  |  |  |  |  |
|  |                                                                |  |  |  |  |  |  |  |  |  |  |  |  |
|  | Charlotte von Hanau-Lichtenberg (1700–1726)                    |  |  |  |  |  |  |  |  |  |  |  |  |
|  |                                                                |  |  |  |  |  |  |  |  |  |  |  |  |
|  |                                                                |  |  |  |  |  |  |  |  |  |  |  |  |
|  | Auguste Wilhelmine von Hessen-Darmstadt (1765–1796)            |  |  |  |  |  |  |  |  |  |  |  |  |
|  |                                                                |  |  |  |  |  |  |  |  |  |  |  |  |
|  |                                                                |  |  |  |  |  |  |  |  |  |  |  |  |
|  | Christian von Leiningen-Dagsburg-Falkenburg (1695–1766)        |  |  |  |  |  |  |  |  |  |  |  |  |
|  |                                                                |  |  |  |  |  |  |  |  |  |  |  |  |
|  |                                                                |  |  |  |  |  |  |  |  |  |  |  |  |
|  | Luise zu Leiningen-Dagsburg-Falkenburg (1729–1818)             |  |  |  |  |  |  |  |  |  |  |  |  |
|  |                                                                |  |  |  |  |  |  |  |  |  |  |  |  |
|  |                                                                |  |  |  |  |  |  |  |  |  |  |  |  |
|  | Katharina Polyxena von Solms-Rödelheim (1702–1765)             |  |  |  |  |  |  |  |  |  |  |  |  |
|  |                                                                |  |  |  |  |  |  |  |  |  |  |  |  |
|  |                                                                |  |  |  |  |  |  |  |  |  |  |  |  |

## Bibliographie
- Constantin von Wurzbach: Habsburg, Karolina Augusta. In: Biographisches Lexikon des Kaiserthums Oesterreich. 6. Theil. Kaiserlich-königliche Hof- und Staatsdruckerei, Wien 1860, S. 397 f. (Digitalisat).
- Karoline Auguste. In: Österreichisches Biographisches Lexikon 1815–1950 (ÖBL). Band 3, Verlag der Österreichischen Akademie der Wissenschaften, Wien 1965, S. 245.
- Cölestin Wolfsgruber: Carolina Auguste die „Kaiserin-Mutter“. Wien 1893.
- Friedrich Weissensteiner: Liebeshimmel und Ehehöllen. München 1999.
- Martha Schad: Bayerns Königinnen. München 2000.
- Hansmartin Decker-Hauff: Frauen im Hause Württemberg. Leinfelden-Echterdingen 1997, ISBN 3-87181-390-7.
- Susanne Elisabeth Hauser: Caroline Auguste von Bayern, die vierte Gemahlin Kaiser Franz I. von Österreich. 3 Bde., phil. Diss., Wien 1991.
- Elisabeth Katharina Rath: Kaiserin Caroline Augustes Wirken in Salzburg. Ein Beitrag zur Sozialgeschichte Salzburgs in der zweiten Hälfte des 19. Jahrhunderts. phil.Diss, Salzburg 1988.
- Karl Ehrenfellner: Caroline Auguste (1792–1873). Namenspatronin des Salzburger Museums-kaiserliche Wohltäterin in Salzburg. Ausstellung. Salzburger Landesmuseum Carolino Augusteum, 1993.
- Thomas Kuster: Das italienische Reisetagebuch Kaiser Franz I. von Österreich aus dem Jahre 1819. Eine kritische Edition. Phil. Diss., Innsbruck 2004.
- Thomas Kuster: Die Italienreise Kaiser Franz I. von Österreich im Jahre 1819. In: Römische Historische Mitteilungen, Bd. 46, Rom-Wien 2004, S. 305–334.
- Manfred Berger: Karoline Auguste von Bayern. In: Biographisch-Bibliographisches Kirchenlexikon (BBKL). Band 24, Bautz, Nordhausen 2005, ISBN 3-88309-247-9, Sp. 392–400 (Artikel/Artikelanfang im Internet-Archive).